# Дисморфофобия пениса
Дисморфофобия пениса (penile dysmorphophobia) — это психологическое расстройство, при котором человек чрезмерно обеспокоен недостатком размера своего пениса. Дисморфофобия в целом имеет одинаковую гендерную распространенность, а дисморфофобия, связанная с гениталиями, включает идентичную серьёзность и влияние на здоровье вне зависимости от пола. Многие мужчины задумывались об увеличении пениса несмотря на то, что подавляющее большинство из них имеет нормальный размер пениса.

## Распространенность
Дисморфофобия в целом имеет одинаковую распространенность вне зависимости от пола.
Число пациентов мужского пола, обращающихся за андрологической консультацией по поводу проблемы «короткого пениса», растет: в 2015 году каждый четвертый мужчина "хотел бы увеличить пенис, если бы деньги не были препятствием", что делает увеличение пениса второй самой желанной модификацией тела у мужчин после удаления жира. Некоторые исследования предлагают критерии диагностики дисморфофобии пениса.

## Причины
Дезинформация, общественное мнение, мнения сверстников и женская оценка могут быть причинами для дисморфофобии пениса по крайней мере для гетеросексуальных мужчин.
При этом нет доказательств, чтобы дисморфофобия пениса могла быть вызвана сексуализацией мужского тела в СМИ, и она редко вызвана непосредственно партнером человека: девушки тех людей, которые ощущали свой пенис слишком коротким, в основном не сообщали о неудовлетворенности.
Реже причиной является действительно аномальный пенис: подавляющее большинство мужчин, обращающихся за операцией, имеют нормальный размер пениса. Анализ 67 пациентов с дисморфофобией пениса пришёл к выводу, что ни один из пациентов не мог быть действительно классифицирован как обладатель аномально короткого пениса или аномальной анатомии пениса — более того, 66% пациентов испытывали тревогу из-за длинны своего пениса в исключительно в "спокойном" состоянии, и только 1.5% в исключительно эрогированном состоянии.

## Эффективность
По результатам нескольких небольших исследований, до 90% отмечают значительное повышение сексуальной самооценки и улучшение функционирования после операции, что "<...> [с некоторыми оговорками] делают аугментационную фаллопластику разумным методом лечения строго отобранных и тщательно информированных молодых взрослых, страдающих от дисморфофобии пениса".

## Методы лечения

### Увеличение пениса
Беспокойство о размере пениса и дисморфофобия пениса являются основными причинами запросов операции по увеличению пениса.
Стандартные хирургические процедуры для такой операции ещё не разработаны и широкое применение операции ограничено. Одна из практик, например, представляет перерезание уходящей в глубь таза и крепляющаяся к костям таза связки, поддерживающей пенис. После перерезания связки вытягивается внутренняя часть пениса, что увеличивает видимую часть пениса на 3-5 см.
Хирургические увеличения пениса связаны с широкими рисками. Наиболее частым незначительным осложнением является дерматит (13 %), а серьезным осложнением — раневая инфекция (6%). Варианты без хирургического вмешательства гораздо безопаснее при надлежащем использовании и рекомендуются к предпочтению.

### Психологический подход
Лечение PDD в целом похоже на лечение BDD, где рекомендуются SSRIs и/или когнитивно-поведенческая терапия (CBT). Когнитивно-поведенческая терапия должна быть специально адаптирована для БДР и включать в себя профилактику воздействия и реагирования или поведенческие эксперименты.

## Влияние на здоровье
Дисморфофобия, связанная с гениталиями, идентично серьёзна и вредна для любого пола. Была найдена взаимосвязь между беспокойством по поводу размера пениса у мужчин и уровнем самообмана, страхом быть униженным, психопатологиями и худшей сексуальной жизнью. Если дисморфофобию пениса не лечить, она может ухудшиться.
Возможна потенциальная связь между дисморфофобией пениса и суицидом.

## Психология
Существует некоторая корреляция между важностью размера пениса для мужчины и его сексизмом и нарциссизмом. Сторонники республиканской партии США в три раза чаще, чем сторонники демократической партии, и в четыре с половиной раза чаще, чем независимые голосующие, хотели бы увеличить пенис. Учёные склонны разделять беспокойство о размере пениса и дисморфофобию пениса на два разных понятия.

## Дискриминация мужчин
Мужчины, страдающие от дисморфофобии, дисморфофобии пениса или подвергающиеся эстетической хирургии в целом, в значительной степени игнорируются в социологических дискуссиях о теле, хотя внешние причины для дисморфофобии могут выступать как проявление дискриминации или угнетения мужчин.
Порно-журнал Playboy распространял информацию о том, что ни одна родившая женщина не предпочтет мужчину с маленьким пенисом. Сайты, посвященные гомосексуальной порнографии, часто рекламируют пенисы аномально больших размеров, значительно превышающих медианный, а также ассоциируют эталонный размер с конкретными сексуальными ролями. Это может потенциально искажать восприятие тела.
В XVI веке в Бразилии индейцы племени топинама позволяли ядовитым змеям кусать себя за пенис, чтобы увеличить его: "хотя это очень болезненно, и боль может длиться не менее 6 месяцев, мужчины топинама рассматривали эту боль как достойную жертву для того, чтобы удовлетворять своих женщин снова и снова"
Ряд статей предлагает отказаться от унижений, основанных на размере пениса.